# Armhule
Armhulen (latin: axilla) betegner det område på menneskekroppen, der er placeret lige under det led, der forbinder armen med skulderen.
Armhulen er fra puberteten behåret hos både mænd og kvinder og rummer store svedkirtler samt en række lymfeknuder.